# 1690
Évszázadok: 16. század – 17. század – 18. század
Évtizedek: 1640-es évek – 1650-es évek – 1660-as évek – 1670-es évek – 1680-as évek – 1690-es évek – 1700-as évek – 1710-es évek – 1720-as évek – 1730-as évek – 1740-es évek
Évek: 1685 – 1686 – 1687 – 1688 –  1689 – 1690 – 1691 – 1692 – 1693 – 1694 – 1695

## Események

### Határozott dátumú események
- augusztus 21.
  - I. Lipót kiváltságlevele a szerbeknek. (Ennek értelmében betelepülő szerbek zárt katonai és politikai egységben élhetnek, maguk választhatják vajdájukat és bíráikat, állami és egyházi adót nem kell fizessenek, falvaik mentesülnek a katonai beszállásolás alól.)[1]
  - Thököly Imre kuruc-román-török-tatár serege a zernyesti csatában szétveri Teleki Mihály erdélyi és Heissler altábornagy császári hadait.[2]
- október 16. – I. Lipót aláírja a Diploma Leopoldinumot.[3]
- szeptember 22. – Thököly Imrét Erdély fejedelmévé választják meg.[4]
- október 8.– Belgrádot ismét elfoglalják a törökök.

### Határozatlan dátumú események
- az év folyamán – A katolikus egyház boldoggá avatja Kingát, IV. Béla magyar király leányát, V. Boleszláv lengyel fejedelem feleségét.[5]

## Születések
- március 15. – Christian Goldbach, porosz matematikus († 1764)
- május 25. – József János Ádám liechtensteini herceg († 1732)

Bizonytalan dátum:
- augusztus – Mikes Kelemen, író, II. Rákóczi Ferenc kamarása († 1761)
- Leonardo Vinci itáliai barokk zeneszerző († 1730)

## Halálozások
- április 15. – I. Apafi Mihály erdélyi fejedelem (* 1632)
- április 18. – Lotaringiai Károly, törökverő császári hadvezér (* 1643)
- augusztus 21. – Teleki Mihály kancellár (* 1634)
- november 6. – Bedő Pál magyar unitárius püspök (* 1650)
- november 14. – Johann Albrich magyar gimnáziumi tanár (* 1663)